# Bolanthus
Bolanthus es un género de plantas con flores con 18 especies  perteneciente a la familia de las cariofiláceas.

## Taxonomía
El género fue descrito por (Ser.) Rchb. y publicado en Der Deutsche Botaniker Herbarienbuch 205. 1841.

## Especies seleccionadas
- Bolanthus chelmicus Phitos
- Bolanthus cherlerioides (Bornm.) Barkoudah
- Bolanthus creutzburgii Greuter[4]